# A Million Years
A Million Years – singel Mariette, wydany 26 lutego 2017. Utwór napisali i skomponowali Thomas G:son, Johanna Jansson, Peter Boström, Mariette Hansson i Jenny Hansson.
Piosenka zajęła 4. miejsce w szwedzkich preselekcjach do Konkursu Piosenki Eurowizji – Melodifestivalen 2017, zdobywając w sumie 99 punktów.
W październiku utwór wygrał OGAE Second Chance Contest 2017, konkurs organizowany przez kluby OGAE dla piosenek, które nie wygrały krajowych eliminacji do Eurowizji. Kompozycja zdobyła w sumie 329 punktów i pokonała konkurentów z 21 innych krajów.
Singel znalazł się na 16. miejscu na oficjalnej szwedzkiej liście sprzedaży i otrzymał platynowy certyfikat za sprzedaż w nakładzie przekraczającym 40 tysięcy kopii.

## Lista utworów
- Digital download[1]

1. „A Million Years” – 3:05

## Notowania

### Pozycja na liście sprzedaży
| Kraj    | Notowanie (2017) | Najwyższa pozycja | Certyfikat | Sprzedaż |
| ------- | ---------------- | ----------------- | ---------- | -------- |
| Szwecja | Top 100 Singles  | 16                | platyna    | 40 000+  |